# Ludwig Constantin Tichy
Ludwig Constantin Tichy (* 1815; † nach 1877) war ein preußischer Verwaltungsjurist und Landrat im Kreis Graudenz (1850–1877).

## Leben
Tichy absolvierte ein Studium der Rechte und Kameralwissenschaften. Ab 1836 war er Auskultator. Ab 1839 war er in der Verwaltung an den Regierungen in Potsdam, Breslau und Oppeln tätig. Ab 1846 wirkte er als Regierungsassessor in Bromberg. Seit 1850 interimistisch und ab 1851 bis 1877 amtierte Tichy in Graudenz, Provinz Preußen als Landrat.